# Tour der walisischen Rugby-Union-Nationalmannschaft nach Kanada und Ozeanien 1994
| Tour der Waliser nach Kanada und Ozeanien 1994 | Tour der Waliser nach Kanada und Ozeanien 1994 | Tour der Waliser nach Kanada und Ozeanien 1994 | Tour der Waliser nach Kanada und Ozeanien 1994 | Tour der Waliser nach Kanada und Ozeanien 1994 |
| Übersicht                                      | S                                              | G                                              | U                                              | N                                              |
| ---------------------------------------------- | ---------------------------------------------- | ---------------------------------------------- | ---------------------------------------------- | ---------------------------------------------- |
| Test Matches                                   | 4                                              | 3                                              | 0                                              | 1                                              |
| Sonstige Spiele                                | 1                                              | 1                                              | 0                                              | 0                                              |
| Gesamt                                         | 5                                              | 4                                              | 0                                              | 1                                              |
|                                                |                                                |                                                |                                                |                                                |
| Fidschi                                        | 1                                              | 1                                              | 0                                              | 0                                              |
| Kanada                                         | 1                                              | 1                                              | 0                                              | 0                                              |
| Westsamoa                                      | 1                                              | 0                                              | 0                                              | 1                                              |
| Tonga                                          | 1                                              | 1                                              | 0                                              | 0                                              |

Die Tour der walisischen Rugby-Union-Nationalmannschaft nach Kanada und Ozeanien 1994 umfasste eine Reihe von Freundschaftsspielen der walisischen Rugby-Union-Nationalmannschaft. Sie reiste im Juni 1994 durch Kanada, Fidschi, Samoa und Tonga, wobei sie während dieser Zeit fünf Spiele bestritt. Darunter waren vier Test Matches gegen die Nationalmannschaften dieser Länder und ein weiteres Spiel gegen ein kanadisches Auswahlteam. Mit Ausnahme der Begegnung mit Samoa konnten die Waliser alle Partien für sich entscheiden.

## Spielplan
- Hintergrundfarbe grün = Sieg
- Hintergrundfarbe rot = Niederlage

(Test Matches sind grau unterlegt; Ergebnisse aus der Sicht von Wales)
| # | Datum         | Gegner    | Ort        | Stadion                | Ergebnis |
| - | ------------- | --------- | ---------- | ---------------------- | -------- |
| 1 | 08. Juni 1994 | Canada XV | Hamilton   |                        | 28:19    |
| 2 | 11. Juni 1994 | Kanada    | Markham    | Fletcher’s Fields      | 33:15    |
| 3 | 18. Juni 1994 | Fidschi   | Suva       | National Stadium       | 23:8     |
| 4 | 22. Juni 1994 | Tonga     | Nukuʻalofa | Teufaiva Sport Stadium | 18:9     |
| 5 | 25. Juni 1994 | Westsamoa | Apia       | Chanel College         | 9:34     |

## Test Matches
| 11. Juni 1994 | Kanada                | 15 : 33         | Wales                                                                              | Fletcher’s Fields, Markham Schiedsrichter: Ian Rogers (Südafrika) |
| 11. Juni 1994 | Straftritte: Rees (5) | (15:17) Bericht | Versuche: I. Evans Hall (2) Erhöhungen: N. Jenkins (3) Straftritte: N. Jenkins (4) | Fletcher’s Fields, Markham Schiedsrichter: Ian Rogers (Südafrika) |

Aufstellungen:
- Kanada: Al Charron, Eddie Evans, Ian Gordon, John Graf, Steve Gray, Dan Jackart, Mike James, Dave Lougheed, Gordon MacKinnon, Colin McKenzie, Gareth Rees, Scott Stewart, Ian Stuart , Karl Svoboda, Ron Toews 
 Auswechselspieler: Glen Ennis
- Wales: Richie Collins, John Davies, Nigel Davies, Phil Davies, Ieuan Evans , Ricky Evans, Mike Hall, Garin Jenkins, Neil Jenkins, Gareth Llewellyn, Rupert Moon, Wayne Proctor, Scott Quinnell, Mike Rayer, Hemi Taylor 
 Auswechselspieler: Tony Clement

| 18. Juni 1994 | Fidschi                                 | 8 : 23         | Wales                                                                        | HFC Bank Stadium, Suva Schiedsrichter: Efrahim Sklar (Argentinien) |
| 18. Juni 1994 | Versuche: Veitayaki Straftritte: Bogisa | (3:17) Bericht | Versuche: Collins Rayer Erhöhungen: A. Davies (2) Straftritte: A. Davies (3) | HFC Bank Stadium, Suva Schiedsrichter: Efrahim Sklar (Argentinien) |

Aufstellungen:
- Fidschi: Eminoni Batimala, Rasolosolo Bogisa, Jonas Campbell, Sitaveni Matalulu, Jason McLennan, Alivereti Mocelutu, Esala Nauga, Filipe Rayasi, Ilaitia Savai, Ifereimi Tawake , Joni Toloi, Pat Tuidraki, Joeli Veitayaki, Joeli Vidiri, Ron Williams 
 Auswechselspieler: Marika Korovou
- Wales: Paul Arnold, Neil Boobyer, Richie Collins, Tony Copsey, Adrian Davies, Nigel Davies, Ieuan Evans , Ricky Evans, Emyr Lewis, Robin McBryde, Rupert Moon, Wayne Proctor, Mike Rayer, Hemi Taylor, Hugh Williams-Jones 
 Auswechselspieler: Phil Davies

| 22. Juni 1994 | Tonga                      | 9 : 18         | Wales                       | Teufaiva Sport Stadium, Nukuʻalofa Schiedsrichter: Efrahim Sklar (Argentinien) |
| 22. Juni 1994 | Straftritte: Tuipulotu (3) | (6:12) Bericht | Straftritte: N. Jenkins (6) | Teufaiva Sport Stadium, Nukuʻalofa Schiedsrichter: Efrahim Sklar (Argentinien) |

Aufstellungen:
- Tonga: Unaloto Fa, Peneili Latu, Teutau Lotoʻahea, Takau Lutua, Falamani Mafi, Falanisi Manukia, Semi Taupeaafe, Valai Taumoepeau, Kati Tuʻipulotu, Sateki Tuipulotu, Tevita Vaʻenuku, Tasi Vikilani, Elisi Vunipola, Manu Vunipola, Feʻao Vunipola  
 Auswechselspieler: Fololisi Masila
- Wales: Neil Boobyer, Ian Buckett, Tony Clement, Richie Collins, Tony Copsey, Ieuan Evans , Mike Hall, Garin Jenkins, Neil Jenkins, Paul John, Gareth Llewellyn, Hemi Taylor, Gwilym Wilkins, Hugh Williams-Jones, Steve Williams 
 Auswechselspieler: Nigel Davies

| 25. Juni 1994 | Westsamoa                                                               | 34 : 9         | Wales                       | Chanel College, Apia Schiedsrichter: Barry Leask (Australien) |
| 25. Juni 1994 | Versuche: Lam Lima (2) Erhöhungen: Kellett (2) Straftritte: Kellett (5) | (14:9) Bericht | Straftritte: N. Jenkins (3) | Chanel College, Apia Schiedsrichter: Barry Leask (Australien) |

Aufstellungen:
- Westsamoa: Andrew Aiolupo, Mark Birtwistle, Peter Fatialofa , Malaki Iupeli, Mataʻafa Keenan, Darren Kellett, Pat Lam, George Latu, Brian Lima, Tala Leiasamaivaʻo, Toa Samania, Freddie Tuilagi, Toʻo Vaega, Sila Vaifale, Vaa Vitale 
 Auswechselspieler: Sam Kaleta, Dylan Mika
- Wales: Tony Clement, Richie Collins, John Davies, Nigel Davies, Phil Davies, Ieuan Evans , Ricky Evans, Garin Jenkins, Neil Jenkins, Emyr Lewis, Gareth Llewellyn, Rupert Moon, Wayne Proctor, Scott Quinnell, Mike Rayer 
 Auswechselspieler: Tony Copsey, Hemi Taylor, Hugh Williams-Jones